# 影子经纪人
影子经纪人（英語：The Shadow Brokers）又名影子掮客，是2016年夏季出现的一个黑客组织，发布了包括美国国家安全局的黑客工具在内的数个漏洞，其中包括数个零日攻击。这些漏洞针对企业防火墙、杀毒软件和微软软件。影子经纪人称这些漏洞来自与美国国家安全局特定入侵行动办公室有关的方程式组织。其中EternalBlue工具包含的0day漏洞（MS17-010）被用于WannaCry蠕虫攻击。

## 命名
一些新闻指出影子经纪人的名字来自于质量效应系列的一个角色。游戏中对该角色的介绍为：“影子经纪人是一个大型情报交易组织的领导人，他们总是将情报卖给出价最高者。影子经纪人似乎对生意十分老练：任何机密信息的买卖，都无法特定一个客户占据重大优势，从而迫使所有的客户继续交易情报以免处于劣势中，让经纪人的生意得以持续”，评论者指出游戏角色和这个组织有相似之处。。